# Bibiana Beglau
Bibiana Beglau (Helmstedt, 8 luglio 1971) è un'attrice tedesca, di cinema, televisione e teatro.

## Biografia
Il suo ruolo più famoso è quello di Rita Vogt in Il silenzio dopo lo sparo, film che le face guadagnare l'Orso d'argento per la migliore attrice al Festival di Berlino nel 2000.

## Filmografia
- Il silenzio dopo lo sparo (Die Stille nach dem Schuss), regia di Volker Schlöndorff (2000)
- Der neunte Tag, regia di Volker Schlöndorff (2004)
- Ricordare Anna, regia di Walo Deuber (2005)
- 3 Grad Kaelter, regia di Florian Hoffmeister (2005)
- 1000 Arten Regen zu beschreiben, regia di Isabel Prahl (2017)
- Sieben Stunden, regia di Christian Görlitz (2018)
- Tre fantastiche ragazze (Die Drei !!!), regia di Viviane Andereggen (2019)
- Crescendo, regia di Dror Zahavi (2019)
- Kiss My Wounds, regia di Hanna Doose (2022)